# شهرستان مادرا (کالیفرنیا)
شهرستان مادرا شهرستانی در ایالت کالیفرنیا در آمریکا می‌باشد که در دره مرکزی و سیرا نوادا شمال شهرستان فرسنو واقع شده‌است. مطابق با سرشماری سال ۲۰۰۰ جمعیت آن برابر ۱۲۳٬۱۰۹ نفر بوده‌است. بخشداری آن مادرا می‌باشد.
دورترین نقطهٔ جنوبی پارک ملی یوسیمیتی در شمال‌شرقی این شهرستان واقع شده‌است.
شهرستان مادرا در سال ۱۸۹۳ از قسمتی از شهرستان فرسنو شکل گرفته‌است. مادرا در اسپانیایی معنی تخته یا الوار می‌دهد. این شهرستان نام خود را از شهر مادرا گرفته‌است.